# Gùzhèn Xiàn
Gùzhèn Xiàn o condado de Gùzhèn es una localidad de la ciudad-prefectura de Bengbu en la provincia de Anhui, República Popular China, con una población censada en noviembre de 2010 de 541 644 habitantes.
Se encuentra situada al noreste de la provincia, a unos 135 km al noroeste de Nanjing, y cerca del río Huai y de la frontera con la provincia de Jiangsu.